# جائزة بوبي روزنفيلد
جائزة بوبي روزنفيلد (بالإنجليزية: Bobbie Rosenfeld Award)‏ هي جائزة سنوية تمنح لأفضل رياضية في كندا، وفقًا لما يراه استطلاع رأي الصحافيين الرياضيين الكنديين، أجرى كتاب الصفحة الرياضية من كندا بريس أول استطلاع لتحديد أفضل رياضيات في البلاد في عام 1933، وتم اختيار لاعب غولف آدا ماكينزي رياضية العام لسنة 1933، قام حزب المحافظين بإضفاء الطابع الرسمي على الاستطلاع إلى جائزة في عام 1978، وأصبحت معروفة باسم جائزة بوبي روزنفيلد، تقديراً للرياضية الراحة بوبي روزنفيلد وهي بطلة رياضية وأولمبية شاملة في جميع أنحاء العالم، والذي سمتها الصحافة كأفضل رياضية في نصف القرن في عام 1950.
الجائزة منفصلة عن جائزة لو مارش ، حيث تصوت لجنة مختارة من الكتّاب الرياضيين لأفضل رياضيين لديهم.
في تاريخ الجائزة تم تعليق الاستطلاع لمدة أربع سنوات خلال الحرب العالمية الثانية بعد أن قرر حزب المحافظين أنه لا يمكن تسمية «بطل» رياضي في وقت كان الجنود الكنديون يقاتلون في أوروبا. كانت متزلج باربرا آن سكوت أول امرأة تفوز بالاستطلاع لثلاثة مرات حيث حققت هذا الإنجاز في سنوات متتالية بين عامي 1946 و 1948. تمت معادلة هذا الرقم بواسطة متزلج السرعة كاتريونا ليماي دوان في عام 2002. فيما تعد لاعبة الغولف مارلين ستريت أكثر شخصية تفوز بالاستطلاع في معظم الأوقات، بفوزها في خمس مناسبات بين عامي 1952 و 1963.

## التصويت
صوّت الحزب الشيوعي لأول مرة على رياضي العام في 1932، في نفس العام الذي أطلق فيه استطلاعًا أصبح جائزة ليونيل كوناشر لأفضل رياضي ذكر في البلاد. الاستطلاع منفصل عن جائزة فيلما سبرينغستيد الموجودة سابقًا، والتي تحدد أيضًا لاعبة العام وقد تم تقديمها لأول مرة من قبل الاتحاد النسائي لألعاب القوى في كندا عام 1932.

## قائمة الفائزين

### عقد 1930
| عام  | الفائزة        | الرياضة                 | فوز | الإنجاز                                                               |
| ---- | -------------- | ----------------------- | --- | --------------------------------------------------------------------- |
| 1933 | آدا ماكنزي     | غولف                    | 1   | فائزة ببطولة المرأة الكندية المفتوحة والمغلقة                         |
| 1934 | فيليس ديوار    | سباحة                   | 1   | الميدالية الذهبية الرباعية في دورة ألعاب الإمبراطورية البريطانية 1934 |
| 1935 | إيلين ماغير    | سباقات المضمار والميدان | 1   | تعتبر أكبر عداءة في كندا                                              |
| 1936 | بيتي تايلور    | سباقات المضمار والميدان | 1   | الميدالية البرونزية في الألعاب الأولمبية الصيفية 1936                 |
| 1937 | روبينا هيجنز   | سباقات المضمار والميدان | 1   | سجل الرقم الكندي في رمي الرمح                                         |
| 1938 | نويل ماكدونالد | كرة السلة               | 1   | قادت فريقها إلى البطولة الوطنية.                                      |
| 1939 | ماري روز تاكر  | تزلج فني على الجليد     | 1   | فازت ببطولة أمريكا الشمالية                                           |

### عقد 1940
| عام  | الفائزة                                        | الرياضة                                        | فوز                                            | الإنجاز                                                                  |
| ---- | ---------------------------------------------- | ---------------------------------------------- | ---------------------------------------------- | ------------------------------------------------------------------------ |
| 1940 | دوروثي والتون                                  | كرة ريشة                                       | 1                                              | تورونتو وأونتاريو وبطلة الكندية                                          |
| 1941 | ماري روز تاكر                                  | تزلج فني على الجليد                            | 2                                              | فاز ببطولة أمريكا الشمالية للعام الثالث على التوالي                      |
| 1942 | لم تقدم جائزة بسبب (الحرب العالمية الثانية)[a] | لم تقدم جائزة بسبب (الحرب العالمية الثانية)[a] | لم تقدم جائزة بسبب (الحرب العالمية الثانية)[a] | لم تقدم جائزة بسبب (الحرب العالمية الثانية)[a]                           |
| 1943 | لم تقدم جائزة بسبب (الحرب العالمية الثانية)[a] | لم تقدم جائزة بسبب (الحرب العالمية الثانية)[a] | لم تقدم جائزة بسبب (الحرب العالمية الثانية)[a] | لم تقدم جائزة بسبب (الحرب العالمية الثانية)[a]                           |
| 1944 | لم تقدم جائزة بسبب (الحرب العالمية الثانية)[a] | لم تقدم جائزة بسبب (الحرب العالمية الثانية)[a] | لم تقدم جائزة بسبب (الحرب العالمية الثانية)[a] | لم تقدم جائزة بسبب (الحرب العالمية الثانية)[a]                           |
| 1945 | لم تقدم جائزة بسبب (الحرب العالمية الثانية)[a] | لم تقدم جائزة بسبب (الحرب العالمية الثانية)[a] | لم تقدم جائزة بسبب (الحرب العالمية الثانية)[a] | لم تقدم جائزة بسبب (الحرب العالمية الثانية)[a]                           |
| 1946 | باربرا آن سكوت                                 | تزلج فني على الجليد                            | 1                                              | بطلة كندا وأمريكا الشمالية                                               |
| 1947 | باربرا آن سكوت[b]                              | تزلج فني على الجليد                            | 2                                              | بطلة أوروبا والعالم                                                      |
| 1948 | باربرا آن سكوت[b]                              | تزلج فني على الجليد                            | 3                                              | الميدالية الذهبية في الألعاب الأولمبية الشتوية 1948, بطلة أوروبا والعالم |
| 1949 | إيرين سترونغ                                   | سباحة                                          | 1                                              | صاحب عدد من أرقام قياسية الكندية                                         |

### عقد 1950
| عام  | الفائزة                         | الرياضة                      | فوز           | الإنجاز |
| ---- | ------------------------------- | ---------------------------- | ------------- | --- |
| 1950 | بوبي روزنفيلد رياضية نصف قرن[c] | سباقات المضمار والميدان      | —             | الميدالية الذهبية والفضية في الألعاب الأولمبية الصيفية 1928 سجل رقما قياسيا في العديد من الأحداث الرياضية، كما لعبت الهوكي وكرة السلة والتنس |
| 1951 | لم تقدم جائزة                   | لم تقدم جائزة                | لم تقدم جائزة | لم تقدم جائزة |
| 1952 | مارلين ستريت                    | غولف                         | 1             | فائزة ببطولة الكندية للسيدات المغلقة |
| 1953 | مارلين ستريت                    | غولف                         | 2             | فائزة في بطولة جولف سيدات بريطانية للهواة |
| 1954 | مارلين بيل[b]                   | سباحة                        | 1             | أول شخص يسبح عبر بحيرة أونتاريو |
| 1955 | مارلين بيل                      | سباحة                        | 2             | أصغر شخص للسباحة عبر بحر المانش |
| 1956 | مارلين ستريت[b]                 | غولف                         | 3             | فائزة في ثماني بطولات، بما في ذلك بطولة غولف الولايات المتحدة للهواة للسيدات                                                                 |
| 1957 | مارلين ستريت                    | غولف                         | 4             | فائزة في البطولة الكندية المغلقة وأونتاريو للهواة                                                                                            |
| 1958 | لوسيل ويلر[b]                   | التزلج على المنحدرات الثلجية | 1             | فائزة في بطولة العالم للانزلاق والسباق المتعرج                                                                                               |
| 1959 | آن هيغفتيت                      | التزلج على المنحدرات الثلجية | 1             | فائزة في العديد من الأحداث الأوروبية |

### عقد 1960
| عام  | الفائزة       | الرياضة                      | فوز | الإنجاز                                                                                                   |
| ---- | ------------- | ---------------------------- | --- | --- |
| 1960 | آن هيغفتيت[b] | التزلج على المنحدرات الثلجية | 2   | الميدالية الذهبية في الألعاب الأولمبية الشتوية 1960                                                       |
| 1961 | ماري ستيوارت  | سباحة                        | 1   | سجل رقما قياسيا عالميا في فراشة 110 ياردة                                                                 |
| 1962 | ماري ستيوارت  | سباحة                        | 2   | الميدالية الذهبية في دورة ألعاب الكومنولث والإمبراطورية البريطانية 1962                                   |
| 1963 | مارلين ستريت  | غولف                         | 5   | فائزة في ثلاث بطولات، بما في ذلك بطولة كندا المفتوحة والمغلقة                                             |
| 1964 | بترا بوركا    | تزلج فني على الجليد          | 1   | بطلة كندية وفائزة في الميدالية البرونزية في الألعاب الأولمبية الشتوية 1964                                |
| 1965 | بترا بوركا[b] | تزلج فني على الجليد          | 2   | فائزة في بطولة العالم                                                                                     |
| 1966 | إلين تانر[b]  | سباحة                        | 1   | رباعي الميداليات الذهبية في دورة ألعاب الكومنولث والإمبراطورية البريطانية 1966                            |
| 1967 | نانسي غرين[b] | التزلج على المنحدرات الثلجية | 1   | الفائزة في كأس العالم الألبية للتزلج 1967                                                                 |
| 1968 | نانسي غرين[b] | التزلج على المنحدرات الثلجية | 2   | الميدالية الذهبية والبرونزية في الألعاب الأولمبية الشتوية 1968 والفائزة في كأس العالم الألبية للتزلج 1968 |
| 1969 | بيفرلي بويز   | غطس                          | 1   | بطلة كندية وفائزة في بطولة الغطس الإنجليزية                                                               |

### عقد 1970
| عام  | الفائزة              | الرياضة             | فوز | الإنجاز |
| ---- | -------------------- | ------------------- | --- | --- |
| 1970 | بيفرلي بويز          | غطس                 | 2   | حصلت على ميداليتين ذهبية في دورة ألعاب الكومنولث البريطانية 1970                                            |
| 1971 | ديبي بريل[d]         | وثب عالي            | 1   | حائزة على الميدالية الذهبية في ألعاب أمريكا 1971                                                            |
| 1972 | جوسلين بوراسا        | غولف                | 1   | المركز العشرين في ترتيب جولة أل بي جي أي                                                                    |
| 1973 | كارين ماغنوسن        | تزلج فني على الجليد | 1   | الفائزة في بطولة العالم                                                                                     |
| 1974 | ويندي هوغ            | سباحة               | 1   | حائزة على ميدالية ذهبية ثلاثية في دورة ألعاب الكومنولث البريطانية 1974                                      |
| 1975 | نانسي غارابيك        | سباحة               | 1   | سجل رقما قياسيا عالميا في سباق 200 متر سباحة ظهر                                                            |
| 1976 | كاثي كرينر           | التزلج              | 1   | حائزة على الميدالية الذهبية في الألعاب الأولمبية الشتوية 1976                                               |
| 1977 | سيندي نيكولاس        | سباحة               | 1   | أول سيدة وأسرع شخص يكمل عبور مزدوج للقناة الإنجليزية                                                        |
| 1978 | ديان جونز كونيهوفسكي | خماسي               | 1   | حاصلة على الميدالية الذهبية في دورة ألعاب الكومنولث 1978                                                    |
| 1979 | ساندرا بوست          | غولف                | 1   | ثانيًا في جولة اتحاد الغولف المحترفة للسيدات، حصل على جوائز مالية في عام واحد أكثر من أي لاعب غولف كندي سابق |

### عقد 1980
| عام  | الفائزة              | الرياضة             | فوز | الإنجاز                                                                            |
| ---- | -------------------- | ------------------- | --- | ---------------------------------------------------------------------------------- |
| 1980 | ساندرا بوست          | غولف                | 2   | ربحت أكثر من 100،000 دولار أمريكي في جولة اتحاد الجولف المحترف للسيدات             |
| 1981 | تريسي وينمان         | تزلج فني على الجليد | 1   | الفائزة بجائزة مسابقة سانت ايفيل انترناشيونال للتزلج على الجليد                    |
| 1982 | جيري سورنسن          | التزلج              | 1   | الفائزة في بطولة العالم للمنحدرات                                                  |
| 1983 | كارلينج باسيت-سيجوسو | التنس               | 1   | الفائزة في بطولة واحدة والمتأهل للنهائي في بطولتين أخريين كمحترفة في السنة الأولى  |
| 1984 | سيلفي بيرنييه        | غطس                 | 1   | حائزة على الميدالية الذهبية في الألعاب الأولمبية الصيفية 1984                      |
| 1985 | كارلينج باسيت-سيجوسو | التنس               | 2   | حصلت على المركز 17 على مستوى العالم من قبل رابطة محترفات التنس                     |
| 1986 | لوري غراهام          | التزلج              | 1   | سبع مرات ضمن المراكز الثلاثة الأولى وصاحبة المركز الثالثة بشكل عام في سباق منحدارت |
| 1987 | كارولين والدو        | سباحة فنية          | 1   | حائزة على ميدالية ذهبية مزدوجة في بطولة العالم للألعاب المائية                     |
| 1988 | كارولين والدو[b]     | سباحة فنية          | 2   | حائزة على ميدالية ذهبية مزدوجة في الألعاب الأولمبية الصيفية 1988                   |
| 1989 | هيلين كيليسي         | كرة المضرب          | 1   | حصلت على المركز 13 على مستوى العالم من قبل رابطة محترفات التنس                     |

### عقد 1990
| عام  | الفائزة                    | الرياضة   | فوز | الإنجاز |
| ---- | -------------------------- | --------- | --- | --- |
| 1990 | هيلين كيليسي               | التنس     | 2   | أول امرأة تفوز بأربع بطولات وطنية متتالية للنخبة                                                                                               |
| 1991 | سيلكين لومان[b]            | تجديف     | 1   | بطلة العالم في التجديف الفردي والفائزة بكأس العالم                                                                                             |
| 1992 | سيلكين لومان               | تجديف     | 2   | فازت بالميدالية البرونزية في الألعاب الأولمبية الصيفية 1992، بعد أقل من ثلاثة أشهر من تعرضها لحادث خطير توقع الأطباء أنه سينهي مسيرتها المهنية |
| 1993 | كيت بيس                    | التزلج    | 1   | الفائزة في التزلج على المنحدرات بطولة العالم                                                                                                   |
| 1994 | ميريام بيدارد[b]           | بياثلون   | 1   | حائزة على ميدالية ذهبية مزدوجة في الألعاب الأولمبية الشتوية 1994                                                                               |
| 1995 | سوزان أوتش                 | تزلج سريع | 1   | حصلت على الميداليات الفضية والبرونزية في بطولة العالم، والثاني بشكل عام في كأس العالم                                                          |
| 1996 | أليسون سيدور               | الدراجات  | 1   | حصلت على الميدالية الفضية في الألعاب الأولمبية الصيفية 1996، بطلة العالم والفائزة بكأس العالم                                                  |
| 1997 | لوري كين                   | غولف      | 1   | حصلت على الرقم القياسي الكندي بقيمة 426000 دولار أمريكي في جولة إل بي جي إيه للغولف                                                            |
| 1998 | كاتريونا ليماي دوان        | تزلج سريع | 1   | حائزة على الميدالية الذهبية والبرونزية في الألعاب الأولمبية الشتوية 1998، الرائد في كأس العالم في كل من 500 متر و 1000 متر                     |
| 1999 | نانسي غرين رياضية القرن[c] | التزلج    | —   | حائزة على الميدالية الذهبية الأولمبية، بطلة كأس العالم لجبال الألب مرتين، بطلة كندا ست مرات                                                    |

### عقد 2000
| عام  | الفائزة                | الرياضة                 | فوز | الإنجاز |
| ---- | ---------------------- | ----------------------- | --- | --- |
| 2000 | لوري كين               | غولف                    | 2   | فائزة في ثلاثة أحداث جولة إل بي جي إيه للغولف.                                                                                      |
| 2001 | كاتريونا ليماي دوان    | تزلج سريع               | 2   | حقق الكندي وبطل العالم الرقم القياسي العالمي في سباق 500 متر.                                                                       |
| 2002 | كاتريونا ليماي دوان[b] | تزلج سريع               | 3   | حائز على الميدالية الذهبية في الألعاب الأولمبية الشتوية 2002، بطل العالم، البطل العام وسجل الرقم القياسي الأولمبي في مسافة 500 متر. |
| 2003 | بيرديتا فيليسيان       | سباقات المضمار والميدان | 1   | بطل العالم في سباق 100 متر حواجز.                                                                                                   |
| 2004 | لوري آن مونزر          | الدراجات                | 1   | حائز على الميدالية الذهبية في الألعاب الأولمبية الصيفية 2004.                                                                       |
| 2005 | سيندي كلاسن            | تزلج سريع               | 1   | سجل أربعة أرقام قياسية عالمية في طريقه للفوز بثماني ميداليات في حلبة كأس العالم.                                                    |
| 2006 | سيندي كلاسن[b]         | تزلج سريع               | 2   | فاز بخمس ميداليات (واحدة ذهبية، اثنتان فضيتان، اثنتان برونزيتان - الرقم القياسي الكندي) في الألعاب الأولمبية الشتوية 2006.          |
| 2007 | هايلي ويكينهايزر       | هوكي الجليد             | 1   | قادت فريق كندا إلى بطولة العالم الذهبية وتم اختيارها كأفضل لاعبة في البطولة.                                                        |
| 2008 | شانتال بيتيتكليرك[b]   | سباق الكراسي المتحركة   | 1   | فاز بخمس ميداليات ذهبية وسجل ثلاثة أرقام قياسية عالمية في الألعاب البارالمبية الصيفية 2008.                                         |
| 2009 | ألكسندرا فوزنياك       | كرة المضرب              | 1   | أول كندي منذ عشر سنوات يصل إلى الدور الرابع لحدث جراند سلام.                                                                        |

### عقد 2010
| عام  | الفائزة            | الرياضة             | فوز | الإنجاز |
| ---- | ------------------ | ------------------- | --- | --- |
| 2010 | جواني روشيت        | تزلج فني على الجليد | 1   | فازت بالميدالية البرونزية في الألعاب الأولمبية الشتوية 2010 بعد أيام من وفاة والدتها بنوبة قلبية.                                 |
| 2011 | جينيفر هيل         | تزلج حر             | 1   | أنهت مسيرتها المهنية بالفوز بميداليتين ذهبيتين في بطولة أقطاب السيدات في بطولة العالم للتزلج الحر.                                |
| 2012 | كرستين سينكلير[b]  | كرة قدم             | 1   | قادت كندا إلى الميدالية الميدالية البرونزية في الألعاب الأولمبية الصيفية 2012، وفازت بجائزة الحذاء الذهبي كأفضل هداف في البطولة.  |
| 2013 | أوجيني بوشار       | تنس                 | 1   | صعدت إلى المركز 32 في تصنيفات رابطة محترفات التنس، وحصلت على لقب الوافد الجديد لهذا العام.                                        |
| 2014 | أوجيني بوشار       | تنس                 | 2   | وصلت إلى المركز الخامس في تصنيفات رابطة محترفات التنس، وحصلت على لقب اللاعبة الأكثر تطورًا، ووصلت إلى نهائيات ويمبلدون.            |
| 2015 | بروك هندرسون       | غولف                | 1   | أول كندية تفوز في جولة أل بي جي أي منذ أكثر من عقد.                                                                               |
| 2016 | بيني أوليكسياك[b]  | سباحة               | 1   | فازت بأربع ميداليات (بما في ذلك ذهبية واحدة) في الألعاب الأولمبية الصيفية 2016 في السباحة.                                        |
| 2017 | بروك هندرسون       | غولف                | 2   | فازت بحدثين جولة أل بي جي أي، وحصلت على المركز السادس في قائمة المال.                                                             |
| 2018 | بروك هندرسون       | غولف                | 3   | فازت بحدثين في جولة أل بي جي أي، وهي أول فائزة كندية بلقب بطولة كندا المفتوحة للسيدات منذ 45 عامًا، والمركز الرابع في قائمة المال. |
| 2019 | بيانكا أندريسكو[b] | تنس                 | 1   | أصبحت أول كندية تفوز بلقب فردي جراند سلام من خلال الفوز ببطولة بطولة الولايات المتحدة المفتوحة للسيدات.                           |

### عقد 2020
| عام  | الفائزة          | الرياضة     | فوز | الإنجاز |
| ---- | ---------------- | ----------- | --- | --- |
| 2020 | كرستين سينكلير   | كرة القدم   | 2   | أصبح أفضل هدافة على الإطلاق في اللعبة دولياً.                                                                                               |
| 2021 | ليلى فرنانديز    | تنس         | 1   | الفائزة في بطولة مونتيري المفتوحة 2021 والمتأهلة للنهائي في بطولة الولايات المتحدة المفتوحة 2021.                                          |
| 2022 | ماري فيليب بولين | هوكي الجليد | 1   | حصلت على ميداليات ذهبية في فريق كندا في الألعاب الأولمبية الشتوية 2022 وبطولة العالم 2022 ، وسجلت هدف الفوز الأولمبي الثالث لها في السابق. |
| 2023 | سمر ماكنتوش      | سباحة       | 1   | فاز بميداليتين ذهبيتين في بطولة العالم للألعاب المائية 2023 وحقق رقمين قياسيين عالميين.                                                    |